# Schizaea paucijuga
Schizaea paucijuga là một loài dương xỉ trong họ Schizaeaceae. Loài này được Holttum mô tả khoa học đầu tiên năm 1947.
Danh pháp khoa học của loài này chưa được làm sáng tỏ. 